# Trilby (Nederlands hoorspel)
Trilby is een hoorspel naar Trilby van George du Maurier, een roman die in 1894 eerst in afleveringen gepubliceerd werd in Harper's Magazine. Het werd bewerkt door Willem Tollenaar en geregisseerd door S. de Vries jr., met assistentie van Jan C. Hubert. Willy François zat aan de piano en Jeanne Melchers zong, begeleid door een orkest o.l.v. Jan Corduwener. Het theaterpubliek bestond uit personeel van een Amsterdamse hoeden- en pettenfabriek, Amsterdamse studenten en inwoners van Hilversum. Het hoorspel werd door de VARA uitgezonden op 12 januari 1949 (met een herhaling op 19 augustus 1953).

## Rolverdeling
- Peronne Hosang (Trilby)
- Piet te Nuyl sr. (Svengali)
- Willem Tollenaar (Gecko)
- Robert Sobels (Taffy)
- Fiep Spelman (Blanche)
- Wim Paauw (Little Billee, een schilder)
- Vera Bondam (mevrouw Bagot, z’n moeder)
- Miep van den Berg (Mme Martin, Trilby’s hospita)
- Betty Kapsenberg (de tweede hospita)
- Jan Apon (Durien, een beeldhouwer en een commissaris van politie)
- Johan Wolder (Sandy, bijgenaamd de Lord van Hanekot)
- Herman van Eelen (een theaterdirecteur)
- Frans Somers (een dokter).

## Inhoud
Dit verhaal heeft het stereotiepe beeld van de gekke hypnotiseur met starende ogen en de aan hem onderworpen vrouw voor altijd in de geest van het publiek geprent. De geschiedenis is - net als die van Dracula en Sherlock Holmes - heel bekend: hoe de mooie maar amuzikale Trilby O'Ferrall door hypnotiseur en zangleraar Svengali wordt getransformeerd in een getalenteerde zangeres. Op een dag krijgt hij een hartaanval en is niet in staat Trilby te hypnotiseren. Plots kan ze niet meer zingen en wordt uitgelachen door het publiek. Ze wordt getroffen door een zenuwaandoening en sterft na enkele weken.